# MKS MOS Wrocław
MKS MOS Wrocław (Międzyszkolny Klub Sportowy „MOS” Wrocław) – polski klub sportowy prowadzący szkolenia dla dzieci i młodzieży do stopnia starszego juniora w siedmiu dyscyplinach sportowych: lekkoatletyce, biegach na orientację, kajakarstwie klasycznym, kajakarstwie polo, piłce koszykowej dziewcząt, piłce siatkowej dziewcząt i piłce ręcznej chłopców.

## Historia
MKS MOS Wrocław powstał 14 kwietnia 1997 roku. Początkowo nosił nazwę Międzyszkolny Klub Sportowy przy Międzyszkolnym Ośrodku Sportowym we Wrocławiu. Zadaniem klubu było zwiększenie możliwości organizacyjno-sportowych i szkoleniowych Ośrodka oraz umożliwienie utalentowanej sportowo młodzieży rozwój i osiągnięcie sukcesu sportowego. Międzyszkolny Ośrodek Sportowy, decyzją Prezydenta Wrocławia został rozwiązany 31 grudnia 2007 roku. Pozostał działający przy nim klub, który od 28 marca 2009 roku przyjął nazwę Międzyszkolny Klub Sportowy „MOS” Wrocław. Sekcja koszykówki dziewcząt powstała równocześnie z założeniem Ośrodka, a więc w 1980 r. i od początku swojego istnienia jest wiodącą sekcją w klubie. Zajmuje od wielu lat czołowe miejsce w Polsce pod względem szkolenia młodzieży. Przez 25 letni czas działalności, wychowanki MOS stale występowały w kadrach narodowych w kategoriach młodzieżowych, a przede wszystkim zasilały drużynę ekstraklasy 1 KS Ślęzę Wrocław.

## Sekcja lekkoatletyki
MKS MOS Wrocław od wielu lat plasuje się w pierwszej dziesiątce rankingów drużynowych, ale także świetnie sobie radzą zawodnicy klubu w indywidualnych starciach. Jedną z nich jest Joanna Linkiewicz specjalizująca się w biegach sprinterskich, medalistka m.in. mistrzostw Polski seniorów, a także Weronika Wedler - dwukrotna mistrzyni Polski seniorek i brązowa medalistka mistrzostw Europy oraz rekordzistka Polski w biegu sztafetowym na 400 metrów czy Robert Sobera, który zdobył złoto na Mistrzostwach Europy w 2016 roku. Jednym z zawodników rozpoczynających swoją karierę w MOS-ie jest także Rafał Omelko, specjalizujący się w biegu na 400 metrów oraz biegu na 400 metrów przez płotki. W 2017 roku wystartował na IAAF World Relays. Sekcją lekkoatletyki zajmują się: Wiliam Rostek, Jacek Skrzypiński, Dariusz Łoś.

## Sekcja koszykówki
Świetnie na ogólnopolskim tle wypadają koszykarki MOS-u. W sezonie 2015/2016 koszykarki zdobyły złoty i brązowy medal mistrzostw Polski kadetek i młodziczek, a 6 koszykarek jest powoływanych do kadr narodowych. Także najmłodsze zawodniczki MKS MOS Wrocław przyczyniły się do zajęcia drugiego miejsca na Ogólnopolskiej Spartakiadzie Młodzieży.
Wizytówką klubu w ostatnich latach jest drużyna młodziczek MKS MOS Elektrotim Ślęza, która w latach 2011-2016 brała udział w 31 dużych turniejach, z których 18 wygrała, a 5 razy zajęła drugie miejsce.
Do najwybitniejszych wychowanek klubu należą: Joanna Cupryś, Urszula Stempniewicz, Marta Krauze, Joanna Czarnecka, Magdalena Krupowicz, Małgorzata Czarnecka, Małgorzata Raubo, Katarzyna Kinsberg, Małgorzata Koralewska, Iwona Zagrobelna, Justyna Podziemska i Magdalena Pawlaczyk.
W latach 1993–1996 i 1997-2001 MOS Wrocław wyróżniony został Pucharem Polskiego Związku Koszykówki dla najlepiej pracującego klubu w żeńskiej koszykówce.
Sekcję koszykówki dziewcząt nadzoruje aktualnie: Romuald Krauze, Janusz Wierzbicki, Marian Czajkowski, Sebastian Wojnicki.

## Sekcja kajakowa
Sekcja kajakowa rozpoczęła swoją działalność w Międzyszkolnym Ośrodku Sportowym we Wrocławiu. Było to szkolenie od podstaw młodych adeptów kajakarstwa, które odbywało się na terenie przystani „Maryna" we Wrocławiu przy Szkole Podstawowej nr 58.
W obecnej chwili klub nadal prowadzi szkolenie dzieci i młodzieży w tym samym ośrodku. Sekcja posiada niezbędny sprzęt specjalistyczny do uprawiania kajakarstwa klasycznego (kajaki, kanadyjki) oraz piłki kajakowej. MKS MOS Wrocław bierze czynny udział w Ogólnopolskich Regatach Kajakowych, Mistrzostwach Polski, Europy czy Świata. Zawodnicy MOS-u są powoływani do Kadr Narodowych, Kadr Wojewódzkich Juniorów i Młodzików. W dorobku sekcji klub posiada medalistów Mistrzostw Świata, Europy w kajakarstwie klasycznym oraz ogromną liczbę złotych, srebrnych i brązowych medali Mistrzostw Polski.